# Both of Us
Both of Us è un brano musicale del rapper statunitense B.o.B pubblicato il 22 maggio 2012 come terzo singolo dell'album Strange Clouds. Il singolo vede la partecipazione di Taylor Swift che esegue il ritornello in una sonorità country.
Il video ufficiale è uscito il 27 giugno 2012.
Il singolo ha debuttato alla posizione numero 18 della Billboard Hot 100, vendendo 143 000 copie nella sua prima settimana di pubblicazione.

## Classifiche
| Classifica (2012) | Posizione massima |
| ----------------- | ----------------- |
| Australia         | 5                 |
| Canada            | 23                |
| Nuova Zelanda     | 10                |
| Regno Unito       | 22                |
| Stati Uniti       | 18                |